# Sergej Beloglazov
Sergij Oleksijovič Beloglazov (ukrajinsky Сергій Олексійович Бєлоглазов, rusky Сергей Алексеевич Белоглазов; * 16. září 1956 Kaliningrad, Sovětský svaz) je bývalý sovětský zápasník, volnostylař.
V roce 1980 na olympijských hrách v Moskvě v kategorii do 57 kg a v roce 1988 na hrách v Soulu ve stejné kategorii vybojoval zlatou medaili. Šestkrát vybojoval titul mistra světa a pětkrát se stal mistrem Evropy. Od roku 1990 se věnuje trenérské činnosti, mimo jiné jako trenér ruské ženské reprezentace.
Jeho bratr, dvojče, je Anatolij Beloglazov.